# Dyssemia
Dyssemia (gr. dys – trudność, semia – znak, sygnał) – zaburzenie polegające na niemożności odczytania przekazów niewerbalnych i niemożności odpowiedniego zachowywania się w sytuacjach społecznych. Objawia się między innymi nieadekwatną komunikacją niewerbalną, nieodpowiednim śmiechem czy trudnościami w ubieraniu się i dbaniu o fryzurę, utrudnia rozumienie emocji. Może przejawiać się brakiem kontaktu wzrokowego, niewłaściwą intonacją głosu czy nawet charakterystycznym dla autyzmu trzepotanie rękami w chwili zadowolenia. Osoby mające ten problem często są wyśmiewane i odrzucane przez środowisko.
Odpowiada za niewłaściwe relacje społeczne w NLD (NVLD). Jest prawdopodobne, że to właściwa nazwa dla zaburzeń społecznych spotykanych wraz z NLD, a wiele przypadków NVLD powinno być stwierdzonych jako dyssemia, a nie zaburzenie uczenia się (te, w których nie dochodzi do zaburzeń wizualno-przestrzennych). Nazwa ta nie jest używana do określenia zaburzeń umiejętności szkolnych jak dysortografia czy dyskalkulia, określa zaburzenie w kontaktach społecznych. Objawy o cechach tego zespołu mogą także występować w niektórych łagodnych postaciach ZA.
Dyssemia często nie jest uważana za pojęcie psychiatryczne, lecz stan psychologiczny związany z niską inteligencją emocjonalną, która w znaczący sposób utrudnia kontakty z innymi.
Głęboka, rozwojowa dyssemia objawiająca się między innymi bardzo słabym kontaktem wzrokowym, poważnymi trudnościami związanymi z mimiką czy dystansami interpersonalnymi może być uważana za jeden z głównych objawów większości całościowych zaburzeń rozwoju.
Termin został ukuty przez psychologów Marshalla Duke’a i Stephena Nowickiego w książce Helping The Child Who Doesn’t Fit z 1992.